# 白船事件
白船事件，或稱白船海難（英語：White Ship Disaster），是發生在12世紀的一場海難。白船（法語： la Blanche-Nef；中世紀拉丁語： Candida navis ）是一艘載有當時英國王位繼承人威廉·艾德林以及他的同父異母的姊姊佩爾什的瑪蒂爾達和哥哥林肯的理查德等許多貴族的船隻，於1120年11月25日從法國前往英國的途中在諾曼第海岸巴夫勒爾附近的英吉利海峽沉没。約300名乘客中，只有一名來自盧昂的屠夫倖存。
由於唯一婚生的兒子威廉·阿德林去世，英國國王亨利一世没有合適的繼承人，導致15年後他的去世引發了王位繼承危機和英國內戰，史稱無政府時期（1135—1153年）。

## 背景
英國國王亨利一世以情婦與私生子女眾多出名，其與皇后蘇格蘭的瑪蒂爾達婚生的僅有一子威廉·艾德林和一女瑪蒂爾達，為唯二的英國王位合法繼承人。威廉作為預定的王位繼承人，備受關愛照料，曾隨父親亨利一世至諾曼第征戰，也在1118年母親過世後父親在海外期間，擔任過英格蘭的攝政。
1119年法國國王路易六世與亨利一世為爭奪諾曼第公國控制權爆發布雷穆勒戰役，路易六世戰敗只好接受1115年亨利一世曾提出的要求——任命威廉·艾德林為諾曼第公爵。
白船是一艘新改裝的船隻，船長為湯瑪斯·菲茨斯蒂芬，其父親斯蒂芬·菲茨艾拉德（Stephen FitzAirard，又名 Estienne filz Airard ）曾在1066年諾曼征服英格蘭期間擔任征服者威廉海軍艦隊莫拉號的船長。湯瑪斯將他的船提供給亨利一世以便從諾曼第的巴夫勒爾返回英格蘭。儘管亨利一世早已做好了其他安排，但他還是允許許多隨行人員乘坐白船，其中包括他的兒子兼王位繼承人威廉·艾德林、私生子女林肯的理查德和佩爾什伯爵夫人瑪蒂爾達·菲茨羅伊，切斯特伯爵理查德·德阿夫朗什和皇家法官傑弗里·里德爾，還有許多其他貴族。 

## 經過
根據編年史家奧德里克·維塔利斯的说法，啟程前威廉·阿德林應船員們的請求提供了大量的葡萄酒 當船準備起航時，船上約有 300人，但有些人在船起航前因飲酒過猛身體不適而下船，包括未來的英國國王斯蒂芬。
日落後白船啟航，飲酒狂歡的群眾要求船長托馬斯·菲茨斯蒂芬追上已經起航的國王坐船。 由於白船速度很快、結構精良，而且最近還配備了新裝備，讓船長和船員們有信心他們能夠率先到達英國。然而在黑暗中航行時，它的左舷撞上了海灣附近的基耶伯夫岩（Quilleboeuf Rock），船很快就翻覆了。 
威廉·阿德林原已登上了一艘小船準備逃脱，但當他聽到妹妹玛蒂爾達的求救聲时，他轉身試圖營救她，而他的船則被其他試圖自救的人壓垮淹没，威廉和他們皆不幸溺斃。 來自盧昂的屠夫貝羅爾德 (Beroldus 或 Berout) 則因緊緊抓住岩石而成为此次海難的唯一倖存者，他原本是為了討債而搭上這條船的。而湯瑪斯·菲茨斯蒂芬在沉船后浮出水面並得知威廉·阿德林没有生還時，他寧願讓自己淹死也不願面對國王。
有一個傳說認為白船之所以沉没，是因為神父們不被允許登上這艘船，以傳統禮儀聖水祝福它。  

## 影響

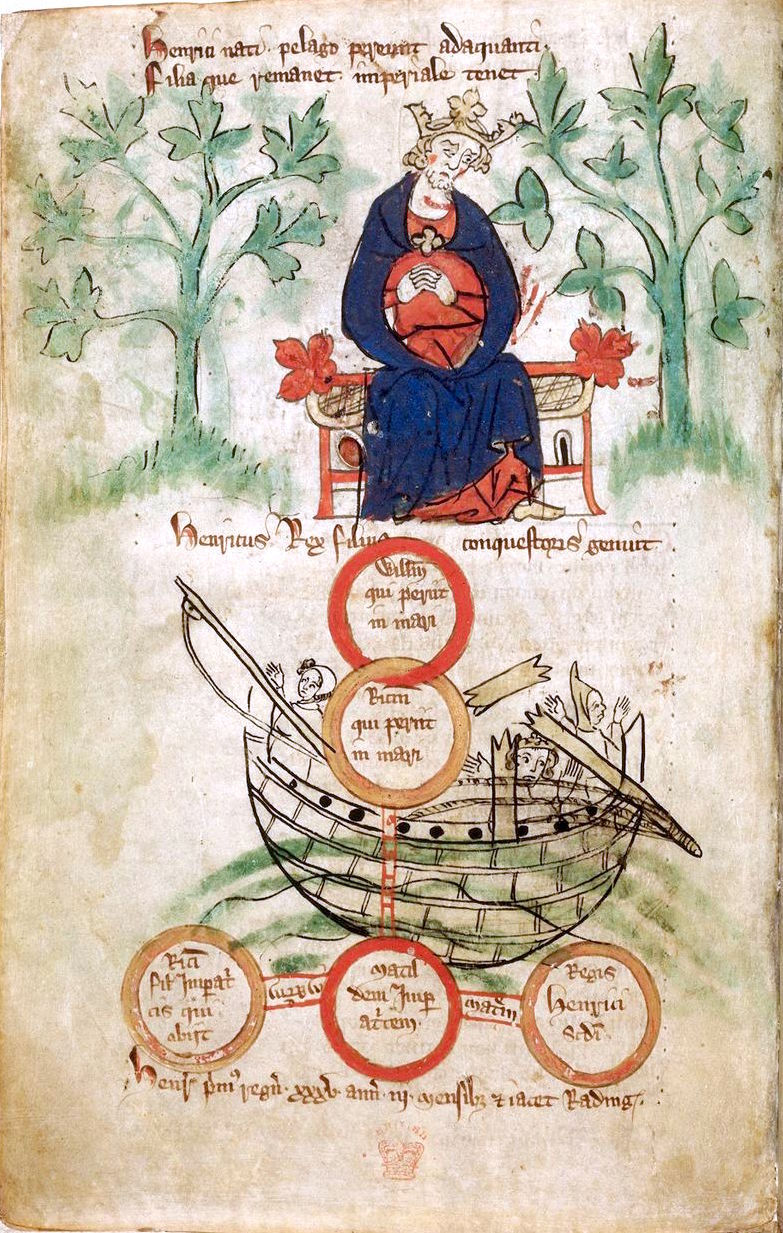
亨利一世与沉没的白船

威廉·阿德林的去世使得亨利一世只留下了一個合法的子嗣——二女兒瑪蒂爾達。儘管亨利一世曾多次強迫他的男爵們宣誓支持玛蒂爾達作為他的繼承人，但從未有女性憑藉自己的權利統治過英格蘭。瑪蒂爾達也因為嫁给英格蘭諾曼貴族的宿敵安茹伯爵若弗魯瓦五世而不受歡迎。亨利一世的兄长诺曼底公爵罗贝尔二世被亨利一世囚禁，罗贝尔唯一的嫡子吉约姆·克利顿提出宣称，但在1128年阵亡，1134年罗贝尔也去世。1135年亨利一世逝世後，英國貴族們不願意接受瑪蒂爾達為女王。
亨利一世的外甥布盧瓦的斯蒂芬篡奪了瑪蒂爾達以及他的哥哥蘇利伯爵威廉和蒂博四世的王位。据称斯蒂芬原本计划乘坐白船，但在起航前下了船 
亨利一世死後，瑪蒂爾達和她的丈夫、金雀花王朝的創建者若弗魯瓦五世，為了爭奪王位，與斯蒂芬及其盟友展開了一場漫長的戰爭。無政府時期內戰從1138年持續到1153年，對英格蘭南部造成毀滅性破壞。
歷史學家馬姆斯伯里的威廉寫道：
No ship that ever sailed brought England such disaster, none was so well known the wide world over. There perished then with William the king's other son Richard, born to him before his accession by a woman of the country, a high-spirited youth, whose devotion had earned his father's love; Richard earl of Chester and his brother Othuel, the guardian and tutor of the king's son; the king's daughter the countess of Perche, and his niece, Theobald's sister, the countess of Chester; besides all the choicest knights and chaplains of the court, and the nobles' sons who were candidates for knighthood, for they had hastened from all sides to join him, as I have said, expecting no small gain in reputation if they could show the king's son some sport or do him some service.

## 文學作品

### 歷史小說
- 肯·福莱特的小说《上帝之柱》 (1989）及其後來的電視劇和遊戲改編都提到了白船的沉没，作為背景基礎，小說主要講述瑪蒂爾達（小說中稱為莫德）和斯蒂芬之間的內戰。在福莱特的小说中，暗示这艘船可能遭到了破壞；電視劇中甚至演出威廉·阿德林在救生艇上被暗殺。
- 艾伦·琼斯， 《致命王冠》（1991）
- 莎伦·凯·彭曼在她的歷史小说《當基督和他的聖徒們沉睡時》（1994年）中詳細描述了海難。
- 格伦·库珀的小说《第十室》（2010年）中簡要提到了白船的沉没。
- 斯蒂芬和瑪蒂爾達之間的長期冲突在卡達費爾兄弟系列中占有重要地位。这套由埃利斯·彼得斯（Ellis Peters）撰寫的20本懸疑小说以一位12世纪的本笃会修士為主人公。白船沉没直接影響了短篇小说《伍德斯托克路上的一盞燈》的結局。

### 詩歌
- 费利西亚·赫曼斯，《He Never Smiled Again》，約1830年[10]
- 加百列·羅塞提，《白船：一首民謠》；於1881年首次出版在他的《民謠與十四行詩集》中。 [11]
- 埃德溫·阿靈頓·羅賓遜，《Ballad of a Ship》，1891年[12]
- 杰弗里·希尔，《白船》。在他的第一本書《For the Unfallen》中，1959年。
- Franck K. Lehodey ，白船。一部圖畫小说，2011年。